# كيناز معتمد على السيكلين 5
الكيناز المعتمد على السيكلين 5 واختصارا (سيديكاي 5 : CDK5) هو كيناز ينتمي إلى عائلة الكينازات المعتمدة على السيكلين [الإنجليزية]، سُمي في البداية الكيناز العصبي المشابه لسيديكاي 1 (NCLK) بسبب تشابه تسلسلاتهما (نطاق) التي تقوم بالفسفرة. ويُشار إليه في المراجع حين يكون في توليفة مع مفعِّلٍ بكيناز بروتين تاو 2 (TPKII).
سيديكاي 5 له دور مهم في مسارات التأشير الحسية ونقل إشارات الألم، وهو ضروري للنمو الطبيعي للدماغ وله دور في نضج العصبونات والهجرة العصبونية. يتآثر سيديكاي 5 مع سلسلة التأشير الخاصة بمنظم آخر مهم للهجرة العصبونية وهو ريلين عبر فسفرة بروتينه الموائم [الإنجليزية] المفتاحي DAB1 [الإنجليزية]، كما يتآثر مع بعض العناصر الأخرى في مسار ريلين.
تقترح درسات أن سيديكاي 5 يمكن أن ينظم التعبير عن مستقبلات نمدا المحتوية على NR2B [الإنجليزية] في الغشاء المشبكي وبالتالي يؤثر على اللدونة العصبية. يُفسفر سيديكاي 5 البروتين الموائم متعدد الوظائف PPP1R1B في الثريونين رقم 75 ويساهم في تنظيم الاستجابات داخل الخلوية لإشارات الدوبامين. ومن العوامل المساعدة التي تتآثر مع سيديكاي 5 : عامل النسخ جون [الإنجليزية] و (المنشط 1 للكيناز المعتمد على السيكلين 5 [الإنجليزية]).

## البنية
سيديكاي 5 هو كيناز سيرين/ثريونين [الإنجليزية] موجه بالبرولين، حُدد في البداية على أنه عنصر في عائلة الكينازات المعتمدة على السيكلين وذلك لبنيته المشابهة للكيناز المعتمد على السيكلين 1 [الإنجليزية] (CDK1) والذي يُعرف كذلك باسم بروتين دورة انقسام الخلية 2 (CDC2)، وهو بروتين يلعب دورا حاسما في تنظيم دورة الخلية.
يتكون جين سيديكاي 5 من 12 إكسونا ويمتد طوله لـ5000 نوكليوتيد، ويرمز بروتينا طوله 292 حمض أميني يحتوي على كلا البنيتين لولب ألفا وصحيفة بيتا. ورغم أن سيديكاي 5 مماثل للكينازات المعتمدة على السيكلين إلى أن البروتينات التي تنشطه عالية الخصوصية (CDK5R1 [الإنجليزية] وCDK5R2 [الإنجليزية]).